# Providenia
Providenia (în rusă Провидения) este un oraș în estul Federației Ruse și un raion în Districtul autonom Ciukotka, care la rândul lui face parte din Districtul Federal Orientul Îndepărtat. Providenia este un oraș-port important pentru Federația Rusă deoarece numai prin el se poate realiza comerțul cu orașul Iujno-Sahalinsk din Insula Sahalin.
Providenia avea o populație de apoximativ 6,193 locuitori (în 2011), dar în aproximativ 5 ani, cercetătorii ruși cred că populația va crește mult din cauza portului și din cauza vremii care este mai favorabilă decât în alte părți ale Siberiei.

## Istorie
Orașul Providenia a fost construit în anul 1934 ca un port pentru comerțul cu orașul Iujno-Sahalinsk.
În anul 1949, când toată insula Sahalin i-a revenit din nou Uniunii Sovietice după înfrângerea Japoniei în cel de-al Doilea Război Mondial, populația orășelului a crescut, fiind în mare parte locuit de pescari dar și vizitat de turiști din China și Japonia.

## Populație
Populația orașului Providenia este în mare parte constituită din pescari. Distribuția etnică este aproximativ 20% iacuți, 10,1% ucraineni, 20,9% ruși, 5% japonezi și 44% mongoli sau chinezi.